# Bulbophyllum auratum
Bulbophyllum auratum es una especie de orquídea epifita originaria de  	 Sikkim y de Tailandia hasta Filipinas.

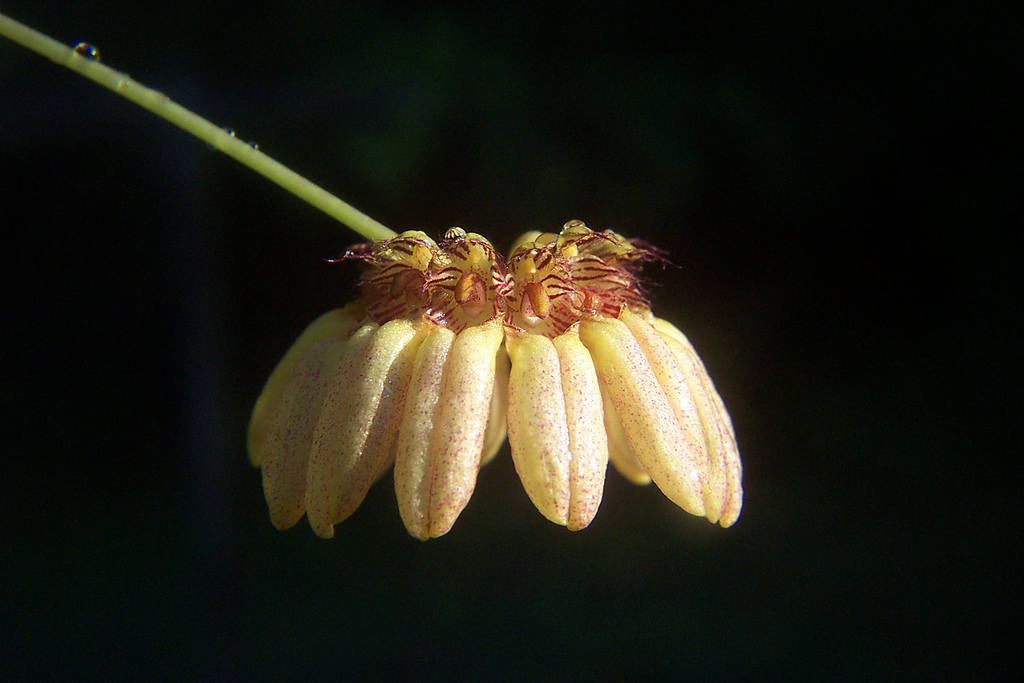
Flor.

## Distribución y hábitat
Se distribuye por Tailandia, Malasia , Borneo, Sumatra y las Filipinas en alturas de alrededor de 100 a 1200 metros donde crecen en los árboles y en mangles.

## Descripción
Es una orquídea epifita con un rizoma de 1 a 2 cm entre cada pseudobulbo ovoide, ranurado de color verde oliva oscuro que tiene una única hoja de color púrpura, apical con un ápice romo y estrechada la base en un pecíolo. Florece en una inflorescencia en forma de  umbela en un lateral erecto desde la base, delgada de 15 cm de largo, la inflorescencia es de color púrpura y lleva flores colgantes de 3.75 cm de ancho. La floración se produce en la primavera hasta el verano

## Taxonomía
Bulbophyllum auratum fue descrita por (Lindl.) Rchb.f. y publicado en Annales Botanices Systematicae 6: 261. 1864.
Etimología
Bulbophyllum: nombre genérico que se refiere a la forma de las hojas que es bulbosa.
auratum: epíteto latino que significa "áureo, de oro".
Sinonimia
- Cirrhopetalum auratum Lindl., Edwards's Bot. Reg. 26(Misc.): 50 (1840).
- Phyllorkis aurata (Lindl.) Kuntze, Revis. Gen. Pl. 2: 677 (1891).
- Cirrhopetalum borneense Schltr., Bull. Herb. Boissier, II, 6: 464 (1906).
- Bulbophyllum campanulatum Rolfe, Bull. Misc. Inform. Kew 1909: 62 (1909).
- Cirrhopetalum campanulatum (Rolfe) Rolfe, Orchid Rev. 18: 73 (1910).
- Bulbophyllum borneense (Schltr.) J.J.Sm., Bull. Jard. Bot. Buitenzorg, II, 8: 23 (1912).[2]